# Szabadcsapatok
Szabadcsapatok (někdy označované jako Szabadság csoport, česky „Svobodné oddíly“, resp. „Osvobozovací oddíly“), byly maďarské polovojenské jednotky aktivní v letech 1938 a 1939, vytvořené za účelem destabilizace situace v československém pohraničí pomocí ozbrojených vpádů na území ČSR, sabotáže a diverze.

## Složení jednotek
Jednotky byly zformovány na severu Maďarska v průběhu roku 1938 během politické krize v Československu. Podle zjištění československých úřadů byly jednotky zařazovány do skupin složených z přibližně 250–260 mužů. Šlo o dobrovolníky, většinou z řad inteligence. Před zařazením do skupiny byl každý zájemce lékařský prohlédnut, přičemž byli přijímáni jen zdraví a fyzicky zdatní muži. Vyzbrojeni byli puškami a kulomety, ke každé skupině byla přidělena také dvě děla.

## Působení
První nasazení jednotek k ozbrojeným přepadům československého území proběhlo v říjnu 1938. Ve dnech 6. až 11. října se uskutečnila série přepadů v okresu Berehovo v Podkarpatské Rusi, při níž zahynuli dva českoslovenští občané. V noci z 13. na 14. října maďarští ozbrojenci přepadli železniční stanici v Královském Chlumci a zastřelili příslušníka finanční stráže. Jeden četník byl zabit a další tři raněni při střetu s ozbrojenci unikajícími do Polska při Seredném dne 22. října. Další útok na Podkarpatské Rusi se odehrál 27. října při Kosinu. 1. listopadu vpadlo na území ČSR při Kuzmicích 12 ozbrojených osob.
Po vyhlášení arbitrážního rozsudku byly jednotky použity k vymáhání ustanovení arbitráže a na fyzické potlačování a zastrašování slovenského a rusínského obyvatelstva. Ozbrojenci Szabadcsapatok vyvíjeli škodlivou činnost až do rozpadu Československa a v březnu 1939 nerespektovali dohodnutou demarkační linii po Vídeňské arbitráži. Tyto akce měly totiž vyvolat dojem, že se obyvatelstvo Podkarpatské Rusi bouří proti československé vládě.